# Ballate di terra & d'acqua
Ballate di terra & d'acqua è un album di Massimo Bubola pubblicato nel mese di aprile 2008.

## Descrizione
Il disco si compone di undici brani di genere rock.
Con questo lavoro, Bubola interrompe la collaborazione con Michele Gazich che aveva contrassegnato gli ultimi dischi. Stavolta il suono è orientato alle chitarre asciutte ed essenziali di Simone Chivilò, il quale ha partecipato alla produzione del cd con lo stesso Bubola.

## Tracce
1. Sto solo sanguinando – 4:34
2. Una chitarra per due canzoni – 4:07
3. Cambiano – 4:25
4. Tu rifugio avrai – 3:38
5. Dolce Erica – 4:19
6. Un angelo alla mia porta – 3:33
7. Tutti quegli anni – 4:36
8. Uruguay – 5:36
9. La collina dei ghepardi – 4:33
10. Uno, due, tre – 4:51
11. Canzone dell'assenza – 4:31